# Ed Rendell
Edward Gene "Ed" Rendell (sinh 5 tháng 1 năm 1944) nguyên là Thống đốc thứ 45 của tiểu bang Pennsylvania. Rendell, một thành viên của Đảng Dân chủ, được bầu làm Thống đốc Pennsylvania vào năm 2002, và nhiệm kỳ bắt đầu từ 21 tháng 1 năm 2003. Ông hiện là thành viên của Ủy ban chấp hành Hiệp hội Dân chủ Thống đốc, và cũng là Tổng Chủ tịch Ủy ban Quốc gia Dân chủ trong cuộc bầu cử tổng thống năm 2000. Rendell cũng là một nhà phân tích bóng đá trên Comcast SportsNet Postgame của Eagles Live, tổ chức bởi Michael Barkann.
Từ năm 2008 đến năm 2009, Thống đốc Rendell là Chủ tịch Hiệp hội Thống đốc Quốc gia. Ông kết hôn với Marjorie Rendell, một thẩm phán liên bang Hoa Kỳ Toà phúc thẩm. Rendell cũng là một giảng viên của Viện Fels của Chính phủ tại Đại học Pennsylvania, và chủ tịch của đội Pennsylvania Foundation.